# Red Ruffing
Charles Herbert „Red“ Ruffing (* 3. Mai 1905 in Granville, Illinois; † 17. Februar 1986 in Mayfield Heights, Ohio) war ein US-amerikanischer Baseballspieler in der Major League Baseball (MLB). 
Red Ruffing hatte als Jugendlicher bei einem Minenunfall vier Zehen an seinem linken Fuß verloren. Von dieser Verletzung herrührende Schmerzen verließen ihn nach eigener Aussage nie, und die Verletzung verzögerte seine Geschwindigkeit. Im professionellen Baseball wurde er so vom Outfielder zum Pitcher. Sein Debüt in der Major League gab er am 31. Mai 1924 bei den Boston Red Sox. Ruffing fiel in einem schwachen Red-Sox-Team der 1920er Jahre nicht sonderlich auf und lieferte nur durchschnittliche Leistungen ab.

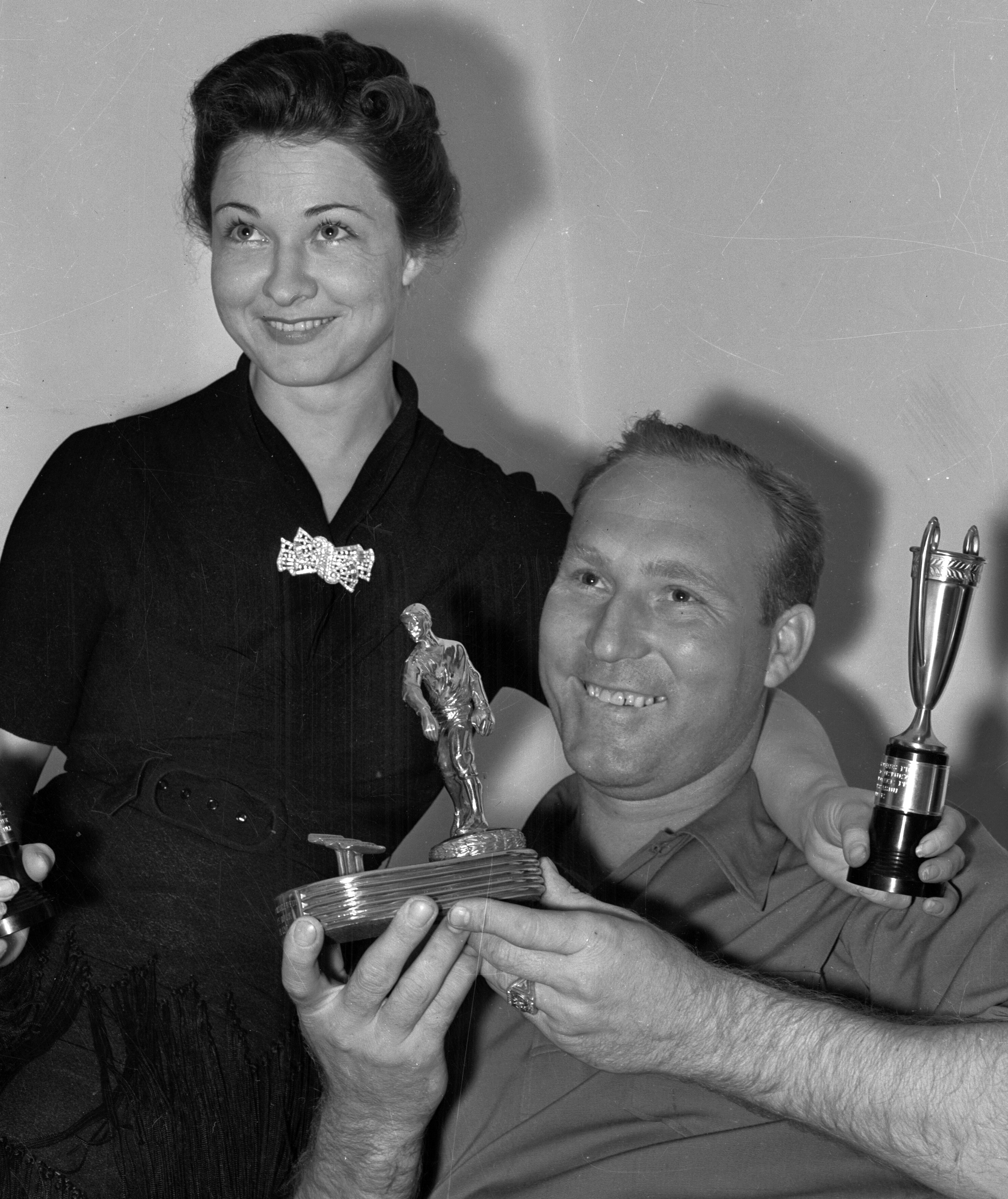
Ruffing mit seiner Frau Pauline (1939)

1930 verpflichteten ihn die New York Yankees, da deren Manager Miller Huggins in Ruffing einen verlässlichen Werfer sah, der mit der Unterstützung der Offensive der Yankees ein wertvoller Bestandteil des Teams sein könnte. In seinen 15 Jahren mit den Yankees gewann er siebenmal den Titel in der American League sowie sechsmal die World Series. Von 1936 bis 1939 gewann er jedes Mal mindestens 20 Spiele in der Saison. Auch als Schlagmann war er für einen Pitcher ungewöhnlich erfolgreich. Die Spielzeiten 1942 und 1943 musste er wegen seines Armeedienstes auslassen, fand aber nach seiner Rückkehr in den Baseball nicht mehr zu seiner gewohnten Form zurück. Nach seinem Wechsel zu den Chicago White Sox im Jahr 1947 beendete er seine aktive Karriere.
In die Baseball Hall of Fame wurde Ruffing 1967 aufgenommen, im letzten Jahr, in dem er wählbar war. Am 10. Juli 2004 errichteten die Yankees eine Plakette für ihn im Monument Park des Yankee Stadium.